# MIMO
MIMO es el acrónimo en inglés de Multiple-input Multiple-output (en español, Múltiple entrada múltiple salida).
Se refiere específicamente a la forma en que son manejadas las ondas de transmisión y recepción en antenas para dispositivos inalámbricos como enrutadores. En el formato de transmisión inalámbrica tradicional la señal se ve afectada por reflexiones, lo que ocasiona degradación o corrupción de la misma y por lo tanto pérdida de datos.
MIMO aprovecha fenómenos físicos como la propagación multicamino para incrementar la tasa de transmisión y reducir la tasa de error. En breves palabras MIMO aumenta la eficiencia espectral de un sistema de comunicación inalámbrica por medio de la utilización del dominio espacial.
Durante los últimos años la tecnología MIMO ha sido aclamada en las comunicaciones inalámbricas ya que aumenta significativamente la tasa de transferencia de información utilizando diferentes canales en la transmisión de datos o la multiplexación espacial por tener las antenas físicamente separadas.

## Aplicaciones de la tecnología MIMO
El estándar en desarrollo IEEE 802.11n utilizará esta tecnología para lograr velocidades hipotéticas de hasta 600 Mbit/s, esto es 10 veces más que el límite teórico del 802.11g, el protocolo de red inalámbrico más utilizado desde inicios del siglo XXI.
Además de esto está prevista su utilización en los llamados terminales de 4G, los cuales han sido ya probados experimentalmente con éxito logrando tasas de transferencia de hasta 100 Mbit/s a una distancia de 200 m.